# Cryptarcha
Genre
Synonymes
- Priateles Broun, 1881[2],[3]
- Priatelus Broun, 1882[4]
- Priates Broun, 1882: 409

Cryptarcha est un genre d'insectes coléoptères de la famille des Nitidulidae et de la sous-famille des Cryptarchinae.

## Espèces
Cryptarcha bifasciata - Cryptarcha inhalita - Cryptarcha jenisi - Cryptarcha kapfereri - Cryptarcha lewisi - Cryptarcha nitidissima - Cryptarcha optanda - Cryptarcha strigata - Cryptarcha undata
Espèce-type
- Priateles optandus Broun, 1881 (par monotypie)

Synonymes
Cryptarcha elegans, un synonyme de Eucalosphaera elegans